# 포수엘로 오에스테역
포수엘로 오에스테 역(스페인어: Pozuelo Oeste)은 마드리드 경전철 2호선의 역이다. 마드리드 지방 포수엘로데알라르콘 시의 카라반첼-포수엘로 도로 옆에 위치해 있다. 요금구역상으로는 B1구역에 속한다.

## 역사
2007년 7월 27일 마드리드 경전철 2호선의 개통과 함께 문을 열었다.

## 환승 정보
역 주변에 버스 정류장이 두 곳 있다.
버스
- 포수엘로데알코르콘 시내버스
  - 2, 3번 노선 (주간)
- 시외버스
  - 560, 561, 561B, 562, 564, 658번 노선 (주간)
  - N902번 노선 (야간)

경전철
| 마드리드 경전철                   | 마드리드 경전철       | 마드리드 경전철 |
| --------------------------------- | --------------------- | --------------- |
| 소모사과스 센트로 콜로니아 하르딘 | 마드리드 경전철 2호선 | 벨히카 아라바카 |